# FATE (Angeloの曲)
「FATE」（フェイト）は、Angeloの8作目のシングル。2010年8月25日に「Angelo×戦国BASARA弐」名義でミュージックレインから発売された。

## 概要
- MBS・TBS系列アニメ『戦国BASARA弐』のエンディングテーマとして使用された。
- 2010年9月30日までの期間生産限定には、竹中半兵衛がプリントされた戦国BASARA盤がリリースされた。

## 収録曲
1. FATE [4:29]
作詞・作曲：キリト、編曲：Angelo・福田真一朗
2. FATE（TV edit） [1:34]
3. FATE（Instrumental）